# Riccardo Patrese

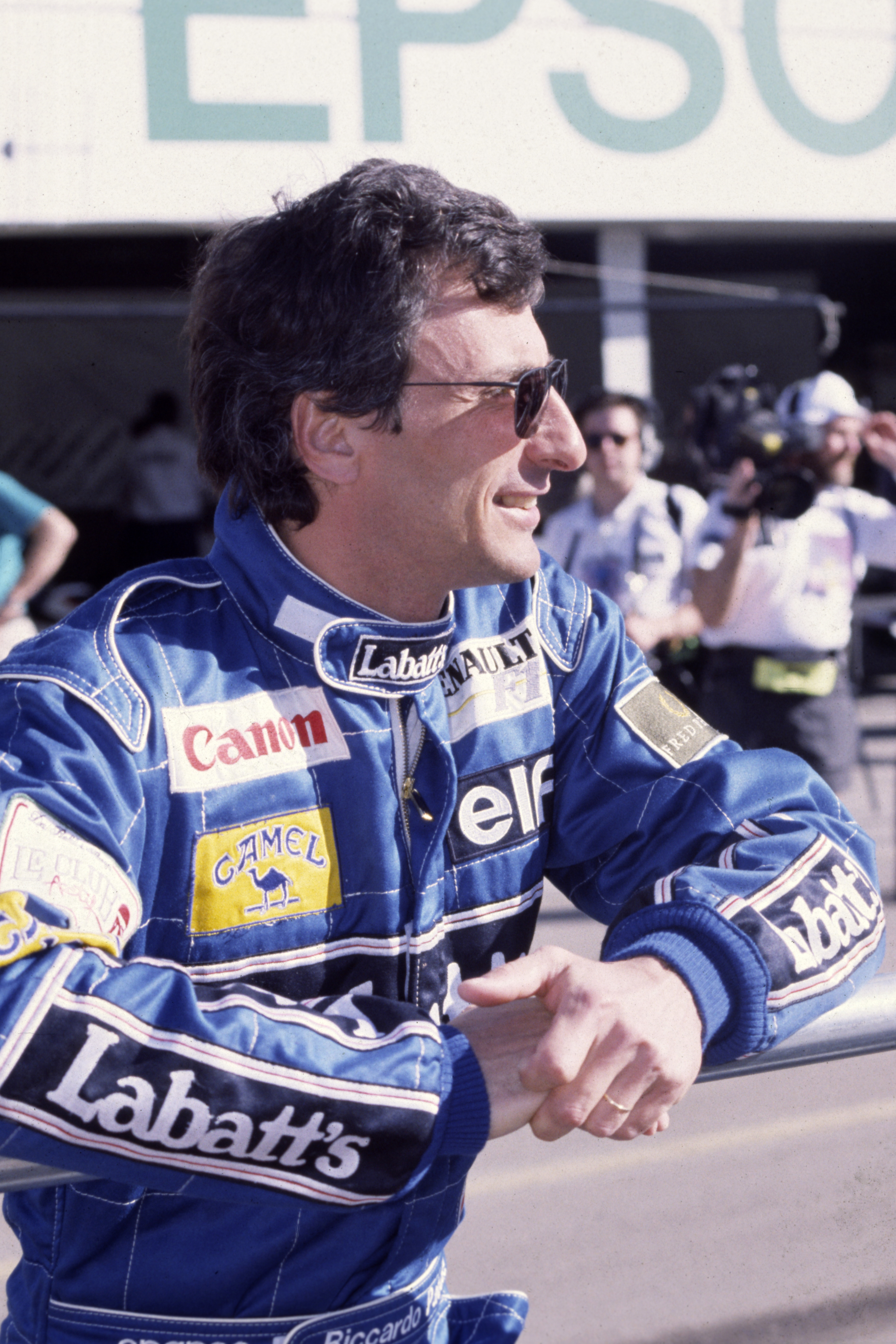
Riccardo Patrese, 1991

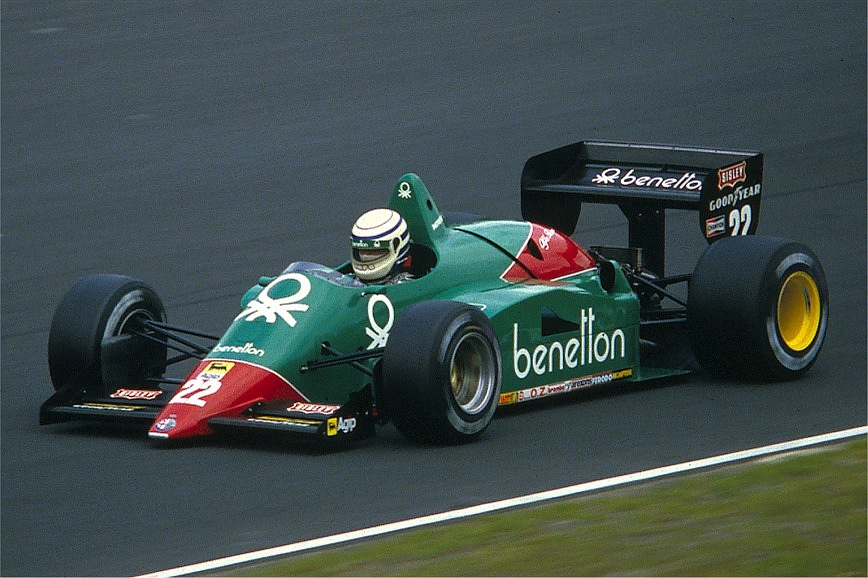
Patrese in een Alfa Romeo, 1985

Riccardo Patrese (Padua, 17 april 1954) is een Italiaans oud-Formule 1-coureur.
In zijn carrière verscheen Patrese 256 maal aan de start; een record dat pas op 11 mei 2008 door de Braziliaan Rubens Barrichello (tijdens de GP van Turkije) zou worden verbroken. Zijn loopbaan als coureur in deze klasse voerde hem langs de teams van Shadow, Arrows, Brabham, Alfa Romeo, Williams en Benetton. Hij won in 1976 het Formule 3-kampioenschap. Het jaar 1977 ging Patrese naar de Formule 2 bij het Trivellato Racing Team. Hij werd uiteindelijk gedeeld vierde samen met Bruno Giacomelli. De Fransman René Arnoux werd in dat jaar kampioen van de Formule 2. In hetzelfde jaar maakt hij zijn debuut in de Formule 1. Dit was als gevolg van het overlijden van de talentvolle coureur Tom Pryce. Daardoor was zijn debuut in de Formule 1 bij het team van Shadow naast de Australische coureur Alan Jones.
In 1993, tijdens zijn laatste seizoen in de Formule 1, was hij bij Benetton teamgenoot van de toen nog jonge Michael Schumacher. Hij behaalde in totaal zes grand prix-overwinningen en werd in 1992 vice-wereldkampioen, achter zijn Williams-teamgenoot Nigel Mansell.
Zijn eerste grand prix-overwinning in 1982 geldt als een van de meest bizarre overwinningen ooit: Patrese reed in Monaco als eerste over de streep zonder het zelf te beseffen, omdat tijdens de laatste ronde van de race drie voorliggers uitgevallen waren met pech.

## Formule 1-palmares
- 1982: Grand Prix van Monaco
- 1983: Grand Prix van Zuid-Afrika
- 1990: Grand Prix van San Marino
- 1991: Grand Prix van Mexico & Grand Prix van Portugal
- 1992: Grand Prix van Japan